# Unkle
Unkle es un grupo británico de música electrónica (trip hop) fundado por James Lavelle y Tim Goldsworthy. DJ Shadow también formó parte de él y ha empleado una variedad de artistas y productores invitados.

## Discografía
Su primer disco, Psyence Fiction (1998), cuenta con la colaboración de artistas como Richard Ashcroft, Thom Yorke (Radiohead) y Jason Newsted (Metallica). Para su segundo álbum, Never, Never, Land (2004) donde el puesto del estadounidense DJ Shadow fue ocupado por Richard File, cuentan con colaboradores como 3D (Massive Attack), Josh Homme o Ian Brown.
En War Stories, su tercer disco editado por Surrender son 14 canciones, tiene aportes de 3D (Massive Attack), Ian Astbury (The Cult), Josh Homme (Queens of the Stone Age). En este último se destaca también el vocalista Gavin Clark (cantante de Clayhill).
| Año  | Detalles del Álbum               | Mejores posiciones en listas | Mejores posiciones en listas | Mejores posiciones en listas | Mejores posiciones en listas | Mejores posiciones en listas | Mejores posiciones en listas | Mejores posiciones en listas | Mejores posiciones en listas | Mejores posiciones en listas | Certificación |
| Año  | Detalles del Álbum               | UK                           | AUS                          | IRE                          | FRA                          | BEL (Vl)                     | CH                           | GER                          | US                           | US Dance                     | Certificación |
| ---- | -------------------------------- | ---------------------------- | ---------------------------- | ---------------------------- | ---------------------------- | ---------------------------- | ---------------------------- | ---------------------------- | ---------------------------- | ---------------------------- | ------------- |
| 1998 | Psyence Fiction                  | 4                            | 15                           | —                            | —                            | 22                           | —                            | —                            | 107                          | —                            | - UK: Oro     |
| 2003 | Never, Never, Land               | 24                           | —                            | 57                           | 82                           | —                            | —                            | —                            | —                            | 6                            |               |
| 2007 | War Stories                      | 56                           | —                            | 66                           | 84                           | 50                           | 58                           | 99                           | —                            | —                            |               |
| 2008 | End Titles... Stories for Film   | 70                           | —                            | —                            | 174                          | 82                           | —                            | —                            | —                            | —                            |               |
| 2010 | Where Did the Night Fall         | 42                           | —                            | —                            | 102                          | 73                           | 94                           | —                            | —                            | 7                            |               |
| 2017 | The Road: Part I                 | 42                           | —                            | —                            | 102                          | 73                           | 94                           | —                            | —                            | 7                            |               |
| 2019 | The Road: Part II (Lost Highway) | 42                           | —                            | —                            | 102                          | 73                           | 94                           | —                            | —                            | 7                            |               |